# Orthometopon kerkinianum
Orthometopon kerkinianum är en kräftdjursart som beskrevs av Helmut Schmalfuss 1993. Orthometopon kerkinianum ingår i släktet Orthometopon och familjen Trachelipodidae. Inga underarter finns listade i Catalogue of Life.